# Palythoa guinensis
Palythoa guinensis är en korallart som beskrevs av von Koch 1886. Palythoa guinensis ingår i släktet Palythoa och familjen Zoanthidae. Inga underarter finns listade i Catalogue of Life.